# Lafayette, Louisiana
Lafayette (/ ˌlæfiˈjɛt /; tiếng Pháp: [lafajɛt]) là một thành phố và là giáo xứ của giáo xứ Lafayette, Louisiana, nằm dọc theo sông Vermilion ở phía tây nam của tiểu bang. Thành phố Lafayette là thành phố lớn thứ tư trong bang, với dân số 127.657 theo ước tính của Tổng điều tra dân số năm 2015 của Hoa Kỳ. Đây là thành phố chính của Lafayette, Khu vực thống kê đô thị Louisiana, với dân số ước tính năm 2015 là 490.488. 

## Lịch sử
Người Mỹ bản xứ Attakapas sinh sống tại khu vực này vào thời điểm gặp gỡ ở Châu Âu. Thực dân Pháp đã thành lập khu định cư châu Âu đầu tiên, Petit Manchac, một điểm buôn bán dọc theo sông Vermilion. Vào cuối thế kỷ thứ mười tám, nhiều người tị nạn Acadian định cư tại khu vực này, sau khi bị trục xuất khỏi Canada và sau khi nước Anh đánh bại Pháp trong Chiến tranh Bảy năm. Họ kết hôn với những người định cư khác, hình thành văn hóa Cajun, sử dụng tiếng Pháp là chủ yếu và lấy Công giáo làm tôn giáo.
Jean Mouton, người gốc Acadian, tặng đất cho nhà thờ Công giáo để xây dựng một nhà thờ Công giáo nhỏ tại địa điểm này. Năm 1824 khu vực này đã được chọn cho giáo xứ Lafayette và được gọi là Vermilionville, ý nói đến vị trí của nó trên sông. Năm 1836 Cơ quan lập pháp bang Louisiana đã cấp phép thành lập nó. 
Khu vực này chủ yếu phát triển nông nghiệp, phần lớn là trồng cây đường, phụ thuộc vào lao động của nhiều người nô lệ châu Phi. Họ chiếm một tỷ lệ phần trăm lớn trong dân số nơi đấy. Theo số liệu Tổng điều tra của Hoa Kỳ, 41% dân số của Giáo xứ Lafayette bị bắt làm nô lệ vào năm 1830, và con số đó tăng lên 49,6% vào năm 1860. Một tỷ lệ nhỏ người tự do sống trong Giáo xứ Lafayette; chúng chiếm 3% đến mức thấp 2,4% trong khoảng thời gian từ 1830 đến 1860.
Năm 1884, Vermilionville được đặt tên theo tướng Lafayette, một quý tộc người Pháp đã chiến đấu và hỗ trợ đáng kể cho Lục quân Lục địa trong Chiến tranh Cách mạng Mỹ. Kinh tế thành phố và giáo xứ tiếp tục dựa trên nền nông nghiệp vào đầu thế kỷ 20. Sau Nội chiến, hầu hết công việc này được thực hiện bởi những người tự do. Trong thế kỷ 20, cơ giới hoá nông nghiệp đã làm giảm nhu cầu về lao động nông nghiệp.
Vào những năm 1940, sau khi dầu được phát hiện trong giáo xứ, ngành công nghiệp dầu khí và khí thiên nhiên trở nên thống trị nơi đây.
Lafayette được coi là trung tâm của Acadiana, khu vực văn hóa Cajun và Louisiana Creole trong tiểu bang. Nó phát triển sau khi di dời các học viện bị trục xuất bởi người Anh từ miền đông Canada vào cuối thế kỷ 18 và sau thất bại của Pháp trong cuộc chiến diễn ra bảy năm. Ngoài ra còn có ảnh hưởng mạnh mẽ của Louisiana Creole trong khu vực, vì dân số hỗn hợp này đã trở thành chủ đất và doanh nhân.

## Địa lý
Lafayette nằm ở 30 ° 13′N 92 ° 2′W (30,2139, −92.0294)  và có độ cao 36 feet (11,0 m). Theo Cục Thống Kê Dân số Hoa Kỳ, thành phố có tổng diện tích là 49,2 dặm vuông (127 km2), trong đó 49,1 dặm vuông (127 km2) là đất và 0,1 dặm vuông (0,26 km2) (0,19%) là nước.
Lafayette nằm trên vùng đồng bằng ven biển phía Tây của Vịnh. Địa điểm này là một phần của đáy biển trong thời kỳ Đệ tứ trước đó. Trong thời gian này, sông Mississippi cắt một thung lũng sâu 325 feet (99 m). Thung lũng này đã được lấp đầy và bây giờ là lưu vực Atchafalaya. Lafayette nằm ở vành phía tây của thung lũng này.
Đây là một phần của Tây Nam Louisiana Prairie Terrace; nó cao hơn và không phải là các vùng đất ngập nước như nhiều khu vực xung quanh ở phía nam và phía tây Lafayette. Lafayette không gặp phải vấn đề lũ lụt đáng kể, ngoài lũ quét ở địa phương. Lafayette đã phát triển ở cả hai bên sông Vermilion. Các tuyến đường thủy quan trọng khác trong thành phố là Isaac Verot Coulee, Coulee Mine, Coulee des Poches và Coulee Ile des Cannes, là các kênh thoát nước tự nhiên dẫn đến Sông Vermilion.

## Khí hậu
Khí hậu của Lafayette được mô tả là cận nhiệt đới ẩm bằng cách sử dụng phân loại khí hậu Köppen. Lafayette có lượng mưa quanh năm, đặc biệt là vào mùa hè. Nhiệt độ cao nhất của Lafayette là 107 °F (42 °C). Lafayette có mùa hè nóng ẩm, mùa đông ẩm ướt và ẩm ướt.